# Fondation Jenny et Antti Wihuri
La Fondation Jenny et Antti Wihuri (finnois : Jenny ja Antti Wihurin rahasto) est une organisation à but non lucratif finlandaise fondée en 1942 par l'industriel Antti Wihuri et son épouse, Jenny Wihuri, dans le but de soutenir le développement culturel et économique en Finlande.

## Activités

### Bourses
La Fondation décerne des bourses et des prix chaque année le 9 octobre, jour de l'anniversaire d'Antti Wihuri.
Entre 1942 et 2016, la Fondation a accordé des subventions de 274 millions d'euros.
En 2016, le montant total des bourses et prix octroyés par la Fondation s'est élevé à 11,2 millions d'euros.

### Institut de recherche Wihuri
L'Institut de recherche Jenny et Antti Wihuri a été fondé en 1944 dans le but de créer les conditions d'une recherche de haute qualité dans le domaine des sciences naturelles, de la médecine et des sciences et techniques.
L'Institut de recherche Wihuri se concentre sur la recherche cardiovasculaire et est particulièrement réputé pour les recherches innovantes qu'il mène sur les principales maladies chroniques.
L'Institut est actuellement dirigé par le professeur Kari Alitalo .

### Collection d'art
Depuis 1957, la Fondation Jenny et Antti Wihuri a constitué une importante collection d'art contemporain finlandais.
En 1983, le Conseil d'administration de la Fondation a fait don de près de 500 pièces de la collection à la ville de Rovaniemi à l'occasion du 100e anniversaire de la naissance d'Atti Wihuri.
Elles sont exposées au musée d'art de Rovaniemi.

### Fondation Wihuri pour les prix internationaux
La Fondation Wihuri pour les prix internationaux a été fondée en 1953 par Antti Wihuri.
Le but du Fonds est de distribuer des récompenses internationales, notamment le Prix Sibelius de Wihuri en reconnaissance d'un travail créatif qui a particulièrement favorisé et développé le progrès culturel et économique de l'humanité.
Ces prix peuvent être décernés à des particuliers ou à des organisations sans distinction de nationalité, de religion, de race ou de langue.
Au cours de ses 62 années de fonctionnement, la Fondation a décerné 35 prix au total, dont 18 ont été le prix international Wihuri décerné à des scientifiques.

#### Prix international Wihuri
| Année     | Lauréat                 | Pays        |
| --------- | ----------------------- | ----------- |
| 1958      | Rolf Nevanlinna         | Finlande    |
| 1961      | Väinö Hovi              | Finlande    |
| 1961      | Pentti I. Halonen       | Finlande    |
| 1968      | John McMichael          | Royaume-Uni |
| 1968      | Lars Ahlfors            | États-Unis  |
| 1971      | Peter Hirsch            | Royaume-Uni |
| 1976      | Georg Henrik von Wright | Finlande    |
| 1976      | Jaakko Hintikka         | Finlande    |
| 1979      | Derrick B. Jelliffe     | États-Unis  |
| 1982      | Aldo van Eyck           | Pays-Bas    |
| 1983      | Aksel C. Wiin-Nielsen   | Danemark    |
| 1985      | John Williams Mellor    | États-Unis  |
| 1988      | Kullervo Kuusela        | Finlande    |
| 1991      | Kari I. Kivirikko       | Finlande    |
| 1994      | Olli V. Lounasmaa       | Finlande    |
| 1997      | Niilo B. Hallman        | Finlande    |
| 2003      | Barbara Czarniawska     | Pologne     |
| 2012      | Merja Penttilä          | Finlande    |
| 2015      | Thania Paffenholz       | Suisse      |
| 2017      | Markku Kulmala          | Finlande    |
| 2020      | Navin Ramankutty        | Canada      |
| Sources : |                         |             |